# マラウイの国際関係
本稿は、マラウイの国際関係（マラウイのこくさいかんけい）について扱う。

## 概要
マラウイの初代大統領であるヘイスティングズ・カムズ・バンダは親欧米路線の外交政策を行い、第二代大統領であるバキリ・ムルジもそれを踏襲した。現在の第三代大統領、ビング・ワ・ムタリカ政権も同様の路線を引き継いでおり、主要な欧米諸国諸国との間に良好な外交関係を維持している。
一方で、アパルトヘイト時代を通じて南アフリカ共和国と密接な外交を結んでいたため、かつては他のアフリカ諸国とは緊張関係にあった。1994年のアパルトヘイトの崩壊以降、マラウイは他のアフリカ諸国との関係を深めていき、現在は全てのアフリカ諸国との間に堅固な外交関係を結んでいる。

## 二国間贈与
マラウイに対する主要な贈与国は以下のとおり。なお、並び順はアルファベットによる。
- カナダ、デンマーク、ドイツ、アイルランド、アイスランド、日本、オランダ、ノルウェー、スウェーデン、台湾、イギリス、アメリカ.

また、多国間援助を行う機関では、世界銀行、国際通貨基金、欧州連合、アフリカ開発銀行、国際連合などから支援を受けている。

## 南部アフリカ開発共同体
2001年、マラウイは南部アフリカ開発共同体（Southern African Development Community：SADC）の議長国に就任した。当時のマラウイ大統領であったムルジは、テロに反対する世界的連帯や、ジンバブエにおける土地改革問題などの諸懸案に関し、積極的な役割を果たした。 

## アフリカ・カリブ海・太平洋諸国
マラウイは、1975年の第1次ロメ協定時点からのアフリカ・カリブ海・太平洋諸国（African, Caribbean, and Pacific Group of States：ACP）の一員であり、コトヌー協定にも調印している。この協定は、欧州共同体/欧州連合と、アフリカ、西インド諸島、太平洋の77カ国による77ヶ国グループとの間に結ばれた、貿易に関する協定である。

## マラウイの所属する国際組織
マラウイは以下の国際組織に所属している。

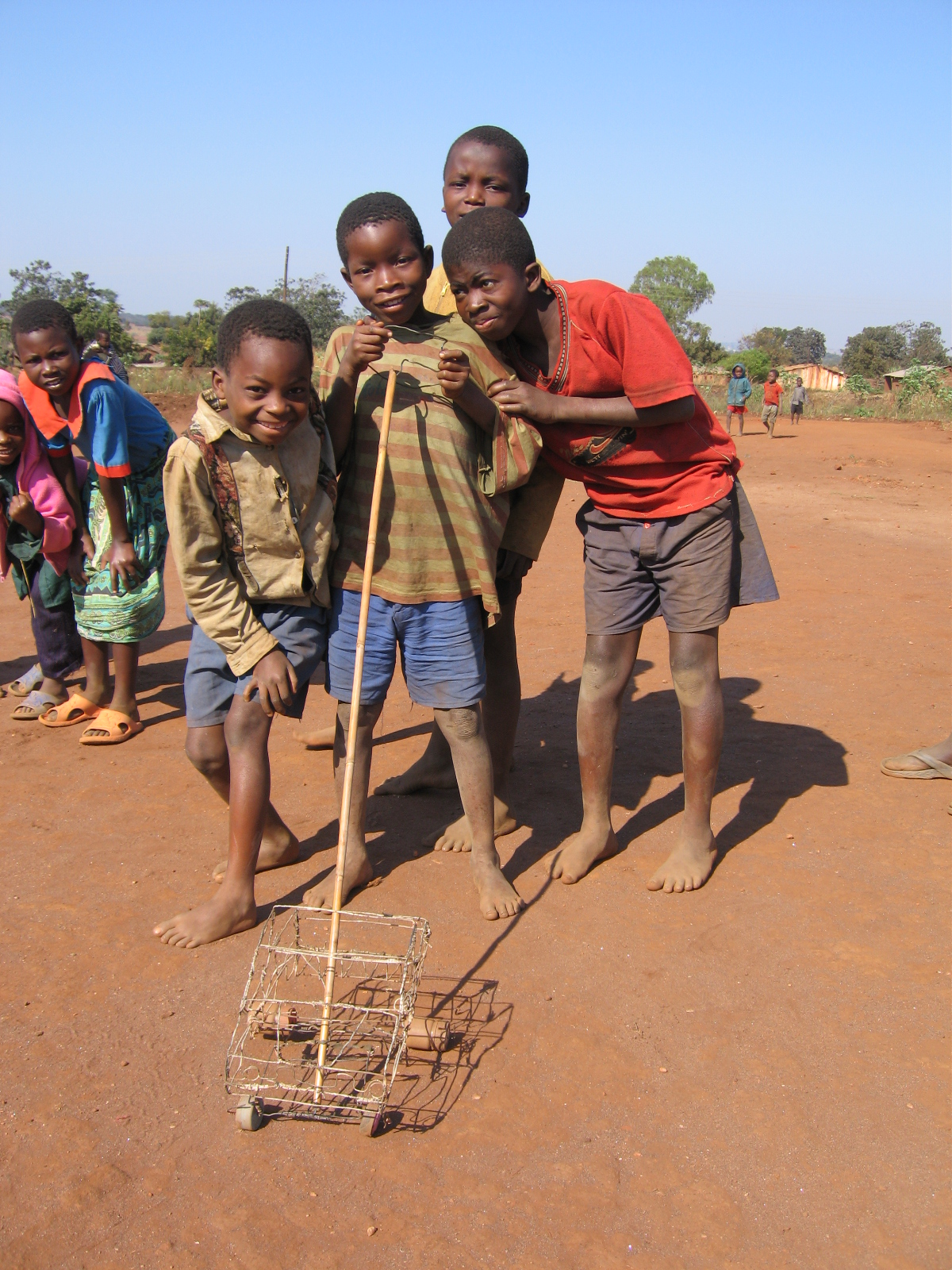
マラウイでは成人の10%近くがHIVに感染しているために孤児が増加しており、WHOなど多くの団体が啓蒙活動や医療活動を行っている。

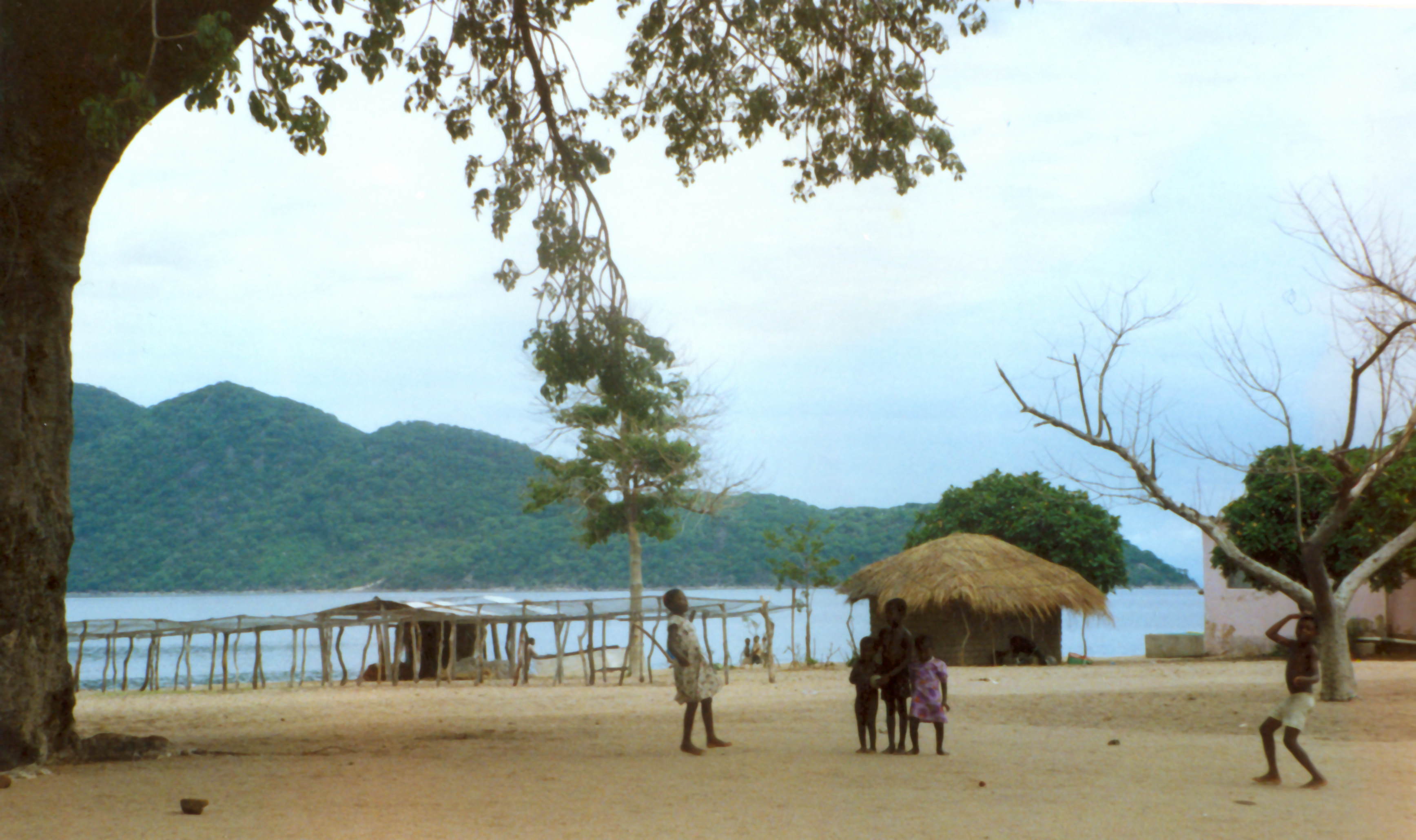
ユネスコにより、マラウイ湖とチョンゴニの岩絵地域の二箇所が世界遺産に登録されている。この写真はマラウイ湖国立公園である。

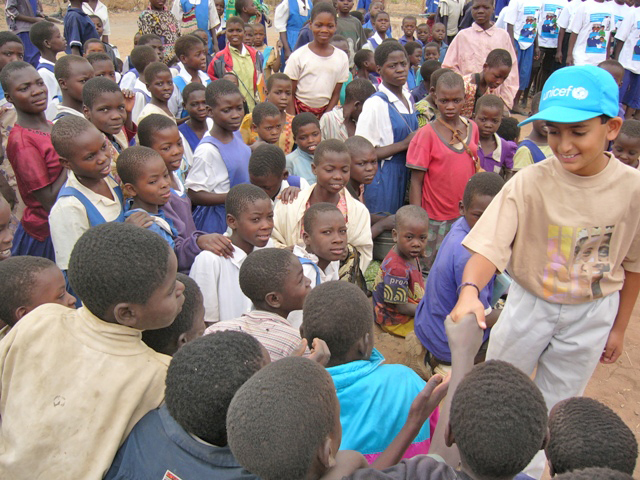
マラウイで活動するユニセフ

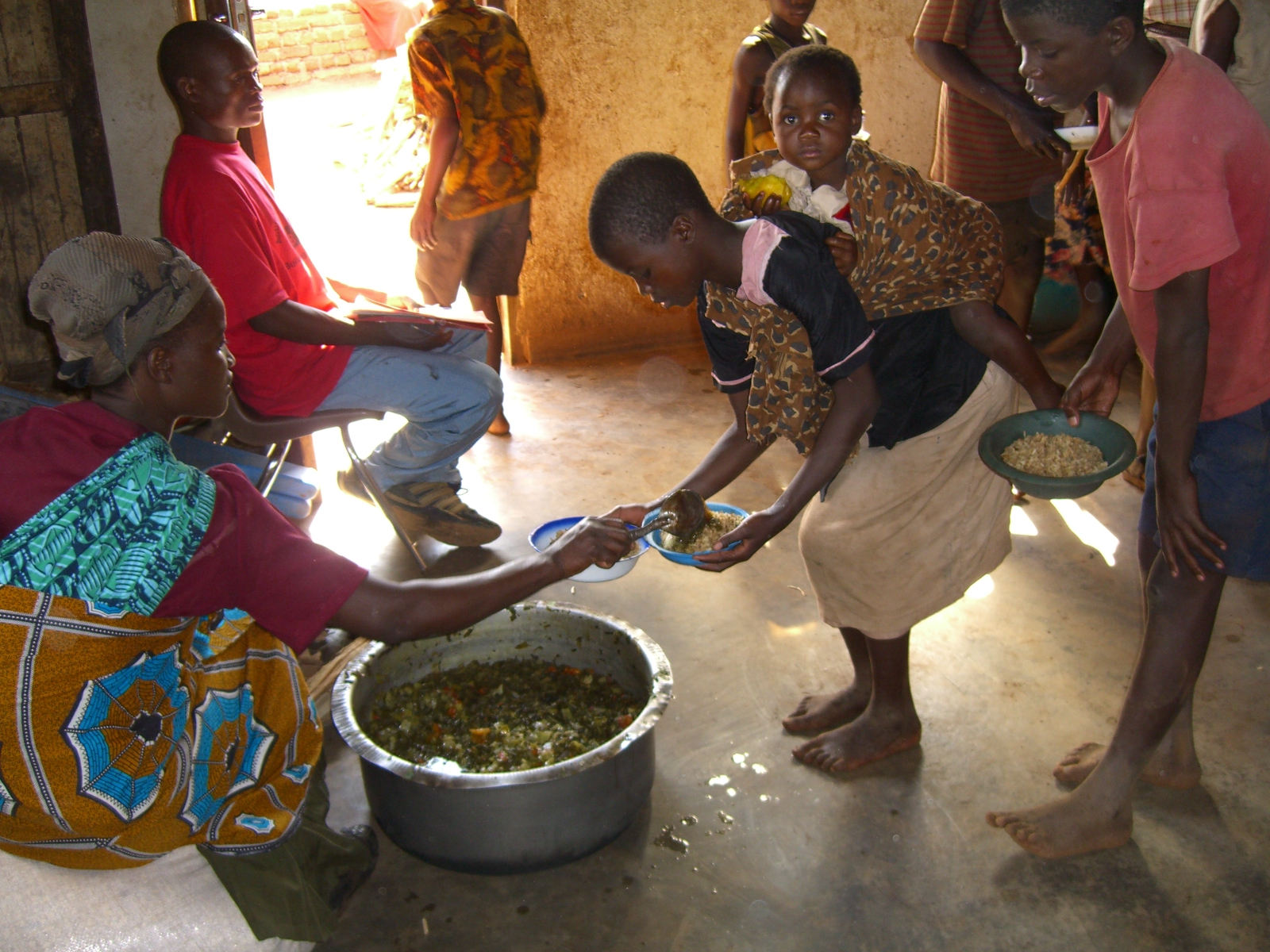
食糧支援を受けるリロングウェ近郊の住民。

- アフリカ・カリブ海・太平洋諸国（African, Caribbean, and Pacific Group of States：ACP）
- アフリカ開発銀行（African Development Bank：AfDB）
- イギリス連邦（Commonwealth of Nations：C）
- 世界税関機構（Customs Cooperation Council：CCC）
- アフリカ経済委員会（Economic Commission for Africa：ECA）
- 国際連合食糧農業機関（Food and Agriculture Organization：FAO）
- 77ヶ国グループ（Group of 77：G-77）
- 国際復興開発銀行（International Bank for Reconstruction and Development：IBRD）
- 国際民間航空機関（International Civil Aviation Organization：ICAO）
- 国際刑事裁判所（International Criminal Court：ICCt）
- 国際自由労働組合連合（International Confederation of Free Trade Unions：ICFTU）
- 国際赤十字（International Red Cross and Red Crescent Movement：ICRM）
- 国際開発協会（International Development Association：IDA）
- 国際農業開発基金（International Fund for Agricultural Development：IFAD）
- 国際金融公社（International Finance Corporation：IFC）
- 国際赤十字赤新月社連盟（International Federation of Red Cross and Red Crescent Societies：IFRCS）
- 国際労働連盟（International Labour Organization：ILO）
- 国際通貨基金（International Monetary Fund：IMF）
- 国際海事機関（International Maritime Organization：IMO）
- 国際電気通信衛星機構（International Telecommunications Satellite Organization：Intelsat）
- 国際刑事警察機構（International Criminal Police Organization：Interpol）
- 国際オリンピック委員会（International Olympic Committee：IOC）
- 国際標準化機構（International Organization for Standardization：ISO）
- 国際電気通信連合（International Telecommunication Union：ITU）
- 非同盟（Non-Aligned Movement：NAM）
- アフリカ統一機構（Organization of African Unity：OAU）
- 化学兵器禁止機関（Organization for the Prohibition of Chemical Weapons：OPCW）
- 南部アフリカ開発共同体（Southern African Development Community：SADC）
- 国際連合（United Nations：UN）
- 国際連合児童基金（United Nations Children's Fund：UNISEF）
- 国際連合貿易開発会議（United Nations Conference on Trade and Development：UNCTAD）
- 国際連合教育科学文化機関（United Nations Educational, Scientific, and Cultural Organization：UNESCO）
- 国際連合工業開発機関（United Nations Industrial Development Organization：UNIDO）
- 国際連合コソボ暫定行政ミッション（United Nations Interim Administration Mission in Kosovo：UNMIK）
- 万国郵便連合（Universal Postal Union：UPU）
- 世界労働組合連盟（World Federation of Trade Unions：WFTU）
- 世界保健機構（World Health Organization：WHO）
- 世界知的所有権機関（World Intellectual Property Organization：WIPO）
- 世界気象機関（World Meteorological Organization：WMO）
- 世界観光機関（World Tourism Organization：WToO）
- 世界貿易機関（World Trade Organization：WTrO）

## 各国との関係
以下に、各国ごとの外交関係について記す。

### 日本
日本はマラウイに経済支援を行っている主要な国家の1つであり、2003年度の経済協力実績は31億4100万で世界第3位、2007年度は40億2900万で世界第5位となっている。また、1973年から青年海外協力隊の派遣が行われており、現在までに1300人の隊員がボランティア活動を行っているほか、1983年には同協力隊OB・OGらによって日本マラウイ協会が設立されている。
1992年2月6日には、ジマニ・カザミラを初代駐日大使として駐日マラウイ大使館が東京に開設されている。 なお、長年にわたりマラウイには日本大使館が置かれておらず、隣国のザンビア大使館が業務を兼任していたが、2008年1月に首都のリロングウェに在マラウイ日本国大使館が開設された。

### 中国および台湾
初代大統領のバンダは1967年に台湾を国家として承認し、長らく国交を続けていた。しかし、2008年1月に中華人民共和国との国交を結んだため、台湾との国交は断絶した。

### モザンビーク

モザンビークの場所。マラウイ南部を取り巻くような形で国境を接している。

1985年から1995年にかけて、マラウイは100万人を超えるモザンビークからの難民を受け入れた（モザンビーク内戦：en:Mozambican Civil Warも参照のこと）。この多数の難民はマラウイの財政に大きな負担を与えたことから、マラウイ政府は各国政府や国際機関から大規模な援助を受けた。なお、この難民はモザンビーク内戦の終結後にモザンビークへ帰還することができた。

### ルワンダおよびコンゴ民主共和国

ルワンダの場所。中部アフリカに位置する。

コンゴ民主共和国の場所。中部アフリカに位置する。

1996年には、マラウイはルワンダとコンゴ共和国から若干の亡命希望者を受け入れた。マラウイ政府は亡命希望者を見捨てなかったが、"第一次庇護国"の原則を発動した。この原則のため、他の国に対し先に亡命を希望した者や実際に亡命した者は、その後マラウイへの亡命が許可されなかった。なお、マラウイへ亡命希望した難民に対する、本国への強制送還例は報告されていない。 

### 南アフリカ共和国

南アフリカ共和国の場所。アフリカ大陸最南部に位置する国家である。

1967年、マラウイは南アフリカ共和国と正式な国交関係を樹立した。これは南部アフリカの独立国としては初めての例となった。
1964年にマラウイはイギリスからの独立を果たしたが、独立後も南アフリカ共和国の鉱山へ、マラウイ人の労働者輸出という植民地支配的な構造が続いていた。このような政治的、財政的背景をヘイスティングズ・カムズ・バンダが判断した結果、マラウイは1994年にネルソン・マンデラが選挙で選出されるまで白人の支配下にあった南アフリカ共和国と、親密な関係を維持し続けたアフリカで唯一の国家となった。
マラウイ人は南アフリカ共和国の鉱山業界において、"技術と労働規律、そして温厚な気質"から優れた労働者であるとみなされている。しかし、1988年から1992年の期間には、約1万3000人のマラウイ人出稼ぎ労働者が南アフリカ共和国からマラウイへ強制送還された。この強制送還は、公式には200人のマラウイ人が過去二年間でHIV陽性であったことが原因とされているが、一般的には南アフリカの鉱山業界の財政的危機のために、労働者を削減することで経費節減する必要があったためと考えられている。
南アフリカ共和国とマラウイは、いずれも1994年に民主的選挙を初めて行い、それ以降は外交関係を一層深めている。 2008年に両国政府は、安全保障協力の強化を通じ両国間の関係を強化するための覚書に調印した。

### タンザニア

タンザニアの場所。マラウイ北部で国境を接している。

マラウイ湖の領有権をめぐり、マラウイとタンザニアの間には対立が生じている。

### アメリカ
1994年までの一党独裁体制から民主的な複数政党制への移行に関してアメリカは尽力し、その後も協力を行っている。また、かなりの数のマラウイ人がアメリカへ留学している。さらにマラウイ国内において、平和部隊プログラム、アメリカ疾病予防管理センター、アメリカ保健社会福祉省、アメリカ合衆国国際開発庁などが支援活動を行っている。

### カナダ
カナダの首都であるオタワには高等弁務官事務所が置かれていたが、2005年9月30日に閉鎖されている。現在はアメリカの大使館が業務を兼任している。